# Youngaphodius agullasi
Youngaphodius agullasi är en skalbaggsart som beskrevs av S. Endrödi 1983. Youngaphodius agullasi ingår i släktet Youngaphodius och familjen Aphodiidae. Inga underarter finns listade i Catalogue of Life.